# League of Ireland Premier Division (2016)
League of Ireland Premier Division 2016 (znana jako SSE Airtricity League Premier Division ze względów sponsorskich) była 32. edycją najwyższej klasy rozgrywkowej piłki nożnej w Irlandii pod tą nazwą, a 96. mistrzowskimi rozgrywkami w ogóle. Brało w niej udział 12 drużyn, które w okresie od 4 marca do 28 października 2016 rozegrały 33 kolejek meczów.
Sezon zakończył baraż o utrzymanie w Premier Division. Tytuł mistrzowski obroniła drużyna Dundalk, zdobywając trzeci tytuł z rzędu a dwunasty w swojej historii.

## Drużyny
| Uczestnicy poprzedniej edycji | Uczestnicy poprzedniej edycji | Uczestnicy poprzedniej edycji | Uczestnicy poprzedniej edycji |
| --- | ----------------------------- | ----------------------------- | ----------------------------- |
| DUN | Dundalk F.C.                  | Dundalk                       | 1                             |
| COR | Cork City                     | Cork                          | 2                             |
| SHR | Shamrock Rovers               | Dublin                        | 3                             |
| STP | St. Patrick’s Athletic        | Dublin                        | 4                             |
| BOD | Bohemian F.C.                 | Dublin                        | 5                             |
| LGT | Longford Town                 | Longford                      | 6                             |
| DER | Derry City                    | Derry                         | 7                             |
| BRW | Bray Wanderers                | Bray                          | 8                             |
| SRS | Sligo Rovers                  | Sligo                         | 9                             |
| GAU | Galway United                 | Galway                        | 10                            |
| Awans z First Division 2015 |                               |                               |                               |
| WEX | Wexford Youths                | Crossabeg                     | 1                             |
| po barażach |                               |                               |                               |
| FHA | Finn Harps                    | Ballybofey                    | 2                             |
| Oznaczenia: - kolumna pierwsza – skróty nazw drużyn, - kolumna trzecia – siedziba klubu, - kolumna czwarta – miejsce zajęte w poprzednim sezonie. |                               |                               |                               |

## Tabela
| Lp. | Drużyna               | M  | Z  | R  | P  | B+ | B- | +/– | Pkt | Kwalifikacja lub spadek                      |
| --- | --------------------- | -- | -- | -- | -- | -- | -- | --- | --- | -------------------------------------------- |
| 1   | Dundalk (M)           | 33 | 25 | 2  | 6  | 73 | 28 | +45 | 77  | Liga Mistrzów UEFA • II runda kwalifikacyjna |
| 2   | Cork City (P)         | 33 | 21 | 7  | 5  | 65 | 23 | +42 | 70  | Liga Europy UEFA • I runda kwalifikacyjna    |
| 3   | Derry City            | 33 | 17 | 11 | 5  | 48 | 29 | +19 | 62  | Liga Europy UEFA • I runda kwalifikacyjna    |
| 4   | Shamrock Rovers       | 33 | 16 | 7  | 10 | 46 | 34 | +12 | 55  | Liga Europy UEFA • I runda kwalifikacyjna    |
| 5   | Sligo Rovers          | 33 | 13 | 10 | 10 | 42 | 35 | +7  | 49  |                                              |
| 6   | Bray Wanderers        | 33 | 13 | 7  | 13 | 39 | 40 | −1  | 46  |                                              |
| 7   | St Patrick's Athletic | 33 | 13 | 6  | 14 | 45 | 41 | +4  | 45  |                                              |
| 8   | Bohemians             | 33 | 12 | 5  | 16 | 30 | 37 | −7  | 41  |                                              |
| 9   | Galway United         | 33 | 10 | 8  | 15 | 44 | 54 | −10 | 38  |                                              |
| 10  | Finn Harps            | 33 | 8  | 8  | 17 | 23 | 49 | −26 | 32  |                                              |
| 11  | Wexford Youths (B, S) | 33 | 6  | 5  | 22 | 31 | 70 | −39 | 23  | Baraż o Premier Division                     |
| 12  | Longford Town (S)     | 33 | 2  | 8  | 23 | 25 | 71 | −46 | 14  | Spadek do First Division                     |

## Wyniki
| Gospodarz \ Gość      | BOH | BRW | COR | DER | DUN | FIN | GAL | LON | SHM | SLI | StP | WEX | BOH | BRW | COR | DER | DUN | FIN | GAL | LON | SHM | SLI | StP | WEX |
| --------------------- | --- | --- | --- | --- | --- | --- | --- | --- | --- | --- | --- | --- | --- | --- | --- | --- | --- | --- | --- | --- | --- | --- | --- | --- |
| Bohemians             |     | 0–0 | 0–1 | 0–1 | 0–2 | 2–0 | 1–1 | 2–0 | 0–4 | 1–0 | 5–1 | 3–3 |     |     |     |     | 1–2 |     |     | 1–0 | 1–0 | 3–2 |     | 1–0 |
| Bray Wanderers        | 0–2 |     | 0–2 | 0–3 | 1–3 | 1–0 | 1–2 | 0–0 | 1–1 | 4–0 | 1–0 | 3–0 | 2–1 |     | 4–1 | 2–2 | 2–1 |     |     |     |     | 4–0 | 2–1 |     |
| Cork City             | 2–0 | 4–0 |     | 2–1 | 1–0 | 3–1 | 5–3 | 6–0 | 2–0 | 1–2 | 1–0 | 1–1 | 0–0 |     |     |     |     | 2–0 |     | 5–2 | 3–0 |     | 3–1 | 5–0 |
| Derry City            | 1–0 | 2–0 | 1–0 |     | 0–5 | 2–2 | 2–1 | 4–0 | 3–0 | 0–2 | 1–1 | 1–0 | 2–1 |     | 0–0 |     |     |     | 0–0 |     | 2–2 | 2–1 |     |     |
| Dundalk               | 2–1 | 1–0 | 0–1 | 1–1 |     | 3–0 | 2–1 | 4–3 | 1–1 | 1–0 | 2–0 | 3–2 |     |     | 2–1 | 3–1 |     | 2–0 | 4–1 |     |     | 0–3 |     |     |
| Finn Harps            | 0–0 | 1–0 | 0–1 | 2–1 | 0–7 |     | 1–0 | 1–0 | 0–1 | 3–0 | 1–2 | 0–1 | 1–0 | 2–1 |     | 0–5 |     |     |     | 0–1 | 0–2 |     | 1–1 |     |
| Galway United         | 1–0 | 4–0 | 2–2 | 0–0 | 1–0 | 1–0 |     | 2–2 | 0–1 | 1–2 | 0–3 | 4–2 | 2–0 | 0–2 | 0–5 |     |     | 3–2 |     | 0–0 |     |     |     |     |
| Longford Town         | 0–1 | 1–1 | 0–3 | 1–1 | 0–4 | 0–2 | 1–1 |     | 0–2 | 2–2 | 0–1 | 2–4 |     | 0–2 |     | 2–3 | 0–3 |     |     |     | 2–4 |     | 0–1 |     |
| Shamrock Rovers       | 3–1 | 2–0 | 0–0 | 0–1 | 0–2 | 1–1 | 2–0 | 2–1 |     | 3–0 | 0–2 | 2–0 |     | 0–0 |     |     | 0–3 |     | 4–2 |     |     |     | 0–0 | 3–1 |
| Sligo Rovers          | 1–0 | 0–0 | 0–0 | 0–0 | 0–1 | 1–1 | 1–1 | 3–0 | 0–2 |     | 1–0 | 4–1 |     |     | 0–0 |     |     | 0–0 | 2–1 | 1–0 | 3–2 |     |     | 5–0 |
| St Patrick's Athletic | 3–0 | 1–2 | 3–1 | 0–1 | 0–4 | 4–0 | 1–3 | 3–3 | 0–2 | 1–1 |     | 4–0 | 0–1 |     |     | 0–2 | 5–2 |     | 1–0 |     |     | 0–0 |     | 4–1 |
| Wexford Youths        | 0–1 | 2–0 | 0–1 | 1–2 | 1–2 | 1–1 | 0–2 | 0–2 | 2–0 | 0–5 | 0–1 |     |     | 1–3 |     | 0–0 | 0–1 | 0–0 | 5–4 | 2–0 |     |     |     |     |

1. ↑  Mecz został przerwany po 86 minutach przez sędziego Padraiga Suttona z powodu awarii oświetlenia na The Showgrounds. Liga SSE Airtricity League zdecydowała, że wynik meczu Premier Division pomiędzy drużynami Sligo Rovers i Finn Harps pozostanie niezmieniony[4].

## Baraż o Premier Division
Drogheda United wygrała 3-2 z Wexford Youths finał baraży o miejsce w Premier Division na sezon 2017.
|  |                      |                      |                      |                      |                      |    |                |              |                 |              |              |              |
|  | First Division baraż | First Division baraż | First Division baraż | First Division baraż | First Division baraż |    |                | Finał baraży | Finał baraży    | Finał baraży | Finał baraży | Finał baraży |
|  | First Division baraż | First Division baraż | First Division baraż | First Division baraż | First Division baraż |    |                | Finał baraży | Finał baraży    | Finał baraży | Finał baraży | Finał baraży |
|  |                      |                      |                      |                      |                      |    |                |              |                 |              |              |              |
|  |                      |                      |                      |                      |                      |    |                |              |                 |              |              |              |
|  |                      |                      |                      |                      |                      | 11 | Wexford Youths | 2            | 0               | 2            |              |              |
|  |                      |                      |                      |                      |                      | 11 | Wexford Youths | 2            | 0               | 2            |              |              |
|  | 3                    | Cobh Ramblers        | 0                    | 2                    | 2                    |    |                | 2            | Drogheda United | 0            | 3            | 3            |
|  | 3                    | Cobh Ramblers        | 0                    | 2                    | 2                    |    |                | 2            | Drogheda United | 0            | 3            | 3            |
|  | 2                    | Drogheda United      | 2                    | 1                    | 3                    |    |                |              |                 |              |              |              |
|  | 2                    | Drogheda United      | 2                    | 1                    | 3                    |    |                |              |                 |              |              |              |

| 22 października 2016 | Cobh Ramblers | 0:2   | Drogheda United                         |                                                             |
| 20:15                |               | (0:0) | 60' Mark Griffin · 62' Gareth McCaffrey | St Colman's Park, Cobh Widzów: 1873 Sędzia: Andrew Mullally |

| 28 października 2016 | Drogheda United      | 1:2   | Cobh Ramblers                       |                                                       |
| 20:45                | Gareth McCaffrey 60' | (0:2) | 1' Connor Ellis · 9' Shane O'Connor | United Park, Drogheda Widzów: 1000 Sędzia: Marc Lynch |

| 31 października 2016 | Wexford Youths                     | 2:0   | Drogheda United |                                                              |
| 20:45                | Danny Furlong 66' · Lee Chin 90+1' | (0:0) |                 | Ferrycarrig Park, Crossabeg Widzów: 616 Sędzia: Ray Matthews |

| 4 listopada 2016 | Drogheda United                                                  | 3:0   | Wexford Youths |                                                         |
| 20:45            | Seán Brennan 45+1' · Kevin Farragher 58' · Sean Thornton 78' (k) | (1:0) |                | United Park, Drogheda Widzów: 2117 Sędzia: Graham Kelly |

## Najlepsi strzelcy
| Bramki | Strzelcy         | Drużyna               |
| ------ | ---------------- | --------------------- |
| 18     | Sean Maguire     | Cork City             |
| 17     | Rory Patterson   | Derry City            |
| 16     | David McMillan   | Dundalk               |
| 12     | Vinny Faherty    | Galway United         |
| 11     | Conan Byrne      | St Patrick's Athletic |
| 10     | Raffaele Cretaro | Sligo Rovers          |
| 10     | Kurtis Byrne     | Bohemians             |
| 10     | Chris Fagan      | St Patrick's Athletic |
| 10     | Gary McCabe      | Shamrock Rovers       |
| 9      | Daryl Horgan     | Dundalk               |

Źródło: .

## Stadiony
| Bohemians       |
| --------------- |
| Dalymount Park  |
| Pojemność: 3640 |
|                 |

| Bray Wanderers   |
| ---------------- |
| Carlisle Grounds |
| Pojemność: 3250  |
|                  |

| Cork City       |
| --------------- |
| Turners Cross   |
| Pojemność: 7485 |
|                 |

| Derry City         |
| ------------------ |
| Brandywell Stadium |
| Pojemność: 3700    |
|                    |

| Dundalk         |
| --------------- |
| Oriel Park      |
| Pojemność: 4500 |
|                 |

| Finn Harps      |
| --------------- |
| Finn Park       |
| Pojemność: 6000 |
|                 |

| Galway United     |
| ----------------- |
| Eamonn Deacy Park |
| Pojemność: 5000   |
|                   |

| Longford Town        |
| -------------------- |
| City Calling Stadium |
| Pojemność: 6850      |
|                      |

| St Patrick’s Athletic |
| --------------------- |
| Richmond Park         |
| Pojemność: 5340       |
|                       |

| Shamrock Rovers  |
| ---------------- |
| Tallaght Stadium |
| Pojemność: 8000  |
|                  |

| Sligo Rovers    |
| --------------- |
| Showgrounds     |
| Pojemność: 3873 |
|                 |

| Wexford Youths   |
| ---------------- |
| Ferrycarrig Park |
| Pojemność: 2500  |
|                  |

Źródło: .